# Departementen van Bolivia
Bolivia is bestuurlijk onderverdeeld in negen departementen. Deze departementen zijn op hun beurt ingedeeld in provincies.

## Overzicht departementen van Bolivia
| Departement                             | Hoofdstad               | Oppervlakte | Inwoners  |
| --------------------------------------- | ----------------------- | ----------- | --------- |
| Beni                                    | Trinidad                | 213.564 km² | 421.196   |
| Chuquisaca                              | Sucre                   | 51.524 km²  | 576.153   |
| Cochabamba                              | Cochabamba              | 55.631 km²  | 1.758.143 |
| La Paz                                  | La Paz                  | 133.985 km² | 2.706.359 |
| Oruro                                   | Oruro                   | 53.588 km²  | 494.178   |
| Pando                                   | Cobija                  | 63.827 km²  | 110.436   |
| Potosí                                  | Potosí                  | 118.218 km² | 823.517   |
| Santa Cruz                              | Santa Cruz de la Sierra | 370.621 km² | 2.655.084 |
| Tarija                                  | Tarija                  | 37.623 km²  | 482.196   |
| Bronnen: oppervlakte en inwoners (2012) |                         |             |           |

| Kaart                     |
| ------------------------- |
| Departementen van Bolivia |
| Departementen van Bolivia |